# Zóio de Lula
Zóio D Lula, também conhecido por Zóio de Lula, é o segundo single do álbum Preço Curto... Prazo Longo da banda Charlie Brown Jr. lançado em 1.º de abril de 1999. Foi o primeiro single do Charlie Brown Jr. a chegar em primeiro lugar nas rádios.

## Desempenho nas Paradas Musicais
| Ano  | Single         | Charts      | Charts         | Charts       | Charts    | Charts        | Charts | Charts | Álbum                      |
| Ano  | Single         | BRA Hot 100 | BRA Hit Parade | BRA Year End | Bill. BRA | Bill. Pop BRA | HSPN   | POR    | Álbum                      |
| ---- | -------------- | ----------- | -------------- | ------------ | --------- | ------------- | ------ | ------ | -------------------------- |
| 1999 | "Zóio de Lula" | 1           | 1              | —            | —         | —             | 11     | 35     | Preço Curto... Prazo Longo |

## Prêmios e indicações
| Ano  | Prêmio                 | Categoria            | Resultado | Ref.  |
| ---- | ---------------------- | -------------------- | --------- | ----- |
| 1999 | MTV Video Music Brasil | Escolha da Audiência | Indicado  | [ 2 ] |
| 1999 | MTV Video Music Brasil | Videoclipe de Rock   | Indicado  | [ 2 ] |

## Versões Covers
- Em 2012, o grupo de samba Sambô gravou uma versão de Zoio de Lula no álbum Estação Sambô - Ao Vivo.[3]
- Em 2014, o grupo de reggae Natiruts fez um cover de Zoio de Lula no DVD #NoFilter.[4]

## Relançamento de 2019
Em 2019, em comemoração aos 20 anos da canção, foi lançado, nas plataformas digitais, o EP “Zóio de Lula – 20 anos”, que conta com o relançamento da canção, mais uma nova versão desse hit, que foi gravada por Marcelo D2, Nação Zumbi, Maneva e Hungria. Esta nova versão ganhou também um videoclipe.

### Faixas
| N.º            | Título                                                                   | Intérprete(s)                             | Duração |  |
| 1.             | "Zóio D Lula (Versão Original)"                                          | Charlie Brown Jr.                         | 4:12    |  |
| 2.             | "Zóio D Lula (Versão 20 anos) [Citação: Hoje Eu Só Procuro A Minha Paz]" | Marcelo D2, Nação Zumbi, Maneva e Hungria | 3:58    |  |
| Duração total: | Duração total:                                                           | Duração total:                            | 8:10    |  |